# Суперкубок Англии по футболу 1923
Суперкубок Англии по футболу 1923 года (англ. 1923 FA Charity Shield) — десятый розыгрыш Суперкубка Англии, проводимого Футбольной ассоциацией Англии в целях сбора средств на благотворительность. В этом футбольном матче приняли участие команда профессиональных футболистов и команда любителей. Матч прошёл 8 октября 1923 года в Лондоне.
В отличие от предыдущих розыгрышей, в 1923 году в розыгрыше Суперкубка приняли участие не клубы, а сборные команды профессиональных футболистов и игроков-любителей. Этот формат проведения Суперкубка использовался на протяжении последующих четырёх сезонов. От продажи билетов на благотворительные цели удалось выручить 730 фунтов стерлингов.
Матч завершился победой команды «профессионалов» со счётом 2:0, выигравшей благодаря голам Джо Брэдфорда и Гарри Чеймберза. В первом тайме борьба была в целом равной, но уже после перерыва профессионалы обладали преимуществом из-за лучшей физической готовности. Оба гола профессиональные футболисты забили во втором тайме.

## Отчёт о матче
| Профессионалы         | 2:0     | Любители |
| --------------------- | ------- | -------- |
| - Брэдфорд - Чеймберз | (отчёт) |          |

|     |    |                                 |
|     |    |                                 |
| Вр  | 1  | Тед Тейлор (Хаддерсфилд Таун)   |
| Защ | 2  | Уорни Крессуэлл (Сандерленд)    |
| Защ | 3  | Сэм Уодсворт (Хаддерсфилд Таун) |
| Хав | 4  | Сид Бишоп (Вест Хэм Юнайтед)    |
| Хав | 5  | Джордж Уилсон (Уэнсдей)         |
| Хав | 6  | Томми Миан (Челси)              |
| Нап | 7  | Фрэнк Озборн (Фулхэм            |
| Нап | 8  | Дэвид Джек (Болтон Уондерерс)   |
| Нап | 9  | Джо Брэдфорд (Бирмингем Сити)   |
| Нап | 10 | Гарри Чеймберз (Ливерпуль)      |
| Нап | 11 | Фред Танстолл (Шеффилд Юнайтед) |

|     |    |                                |
|     |    |                                |
| Вр  | 1  | Берт Коулман (Далидж Хэмлет)   |
| Защ | 2  | сержант Ф. Туайс (Армия)       |
| Защ | 3  | Алфред Бауэр (Коринтиан)       |
| Хав | 4  | Базил Патчитт (Коринтиан)      |
| Хав | 5  | Джордж Армитидж (Уимблдон)     |
| Хав | 6  | Фред Юэр (Кэжуалз)             |
| Нап | 7  | лейтенант Джеки Хеган (Армия)  |
| Нап | 8  | Стэн Эрл (Клэптон)             |
| Нап | 9  | барабанщик Фрэнк Мейси (Армия) |
| Нап | 10 | Грэм Доггарт (Бишоп Окленд)    |
| Нап | 11 | Леонард Барри (Ноттс Каунти)   |